# Rangipo

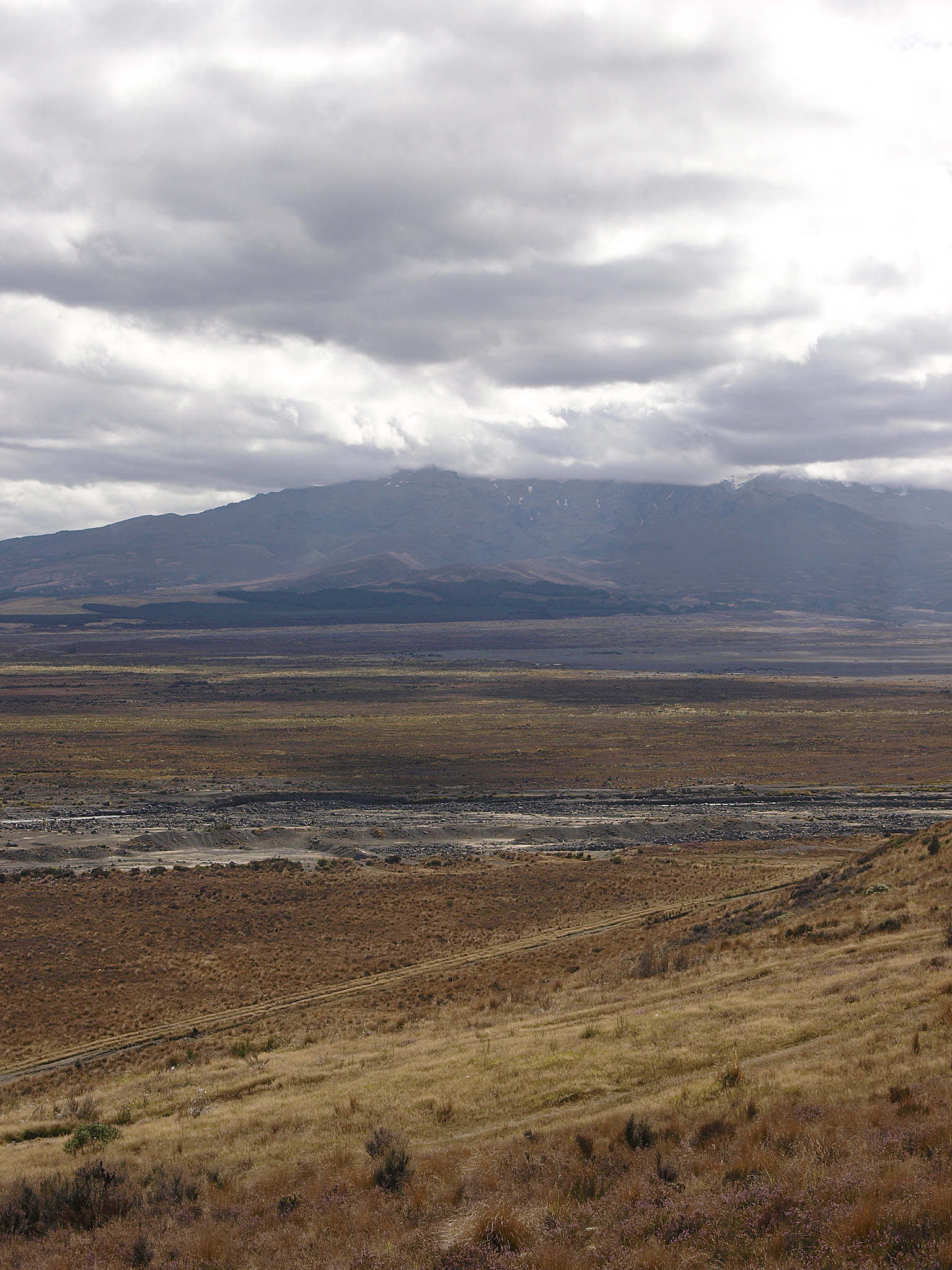
Poušť Rangipo s horou Ruapehu v pozadí

Rangipo je region ve vnitrozemí Severního ostrova Nového Zélandu ve východní části distriktu Ruapehu District. Je to náhorní rovina ležící v nadmořské výšce přes 600 m, na jejích okrajích leží pohoří Kaimanawa Mountains a nejvyšší hora Severního ostrova Ruapehu, pramení zde nejdelší novozélandská řeka Waikato. Ačkoli oblast nesplňuje definici pouště (roční srážky přesahují 2000 mm), půda tvořená pemzou a silné výsušné větry nedovolují růst jiné vegetace než trsů trojzubců. Vzhledem k drsnému podnebí a neúrodné půdě je oblast velmi řídce osídlena, jižní část u města Waiouru slouží jako vojenské cvičiště, na severu se nachází vězeňský tábor Tongariro/Rangipo. Na Rangipu se natáčely scény znázorňující Morannon pro filmovou trilogii Pán prstenů, což učinilo z oblasti populární turistický cíl.